# Dragan Travica
Dragan Travica (Zagabria, 28 agosto 1986) è un pallavolista croato naturalizzato italiano, palleggiatore della You Energy.

## Biografia
Suo padre è l'allenatore di pallavolo ed ex pallavolista Ljubomir Travica.

## Carriera

### Club
Cresciuto in Italia, comincia a muovere i primi passi della carriera nella squadra giovanile del Treviso, nel 2000. Dopo una stagione in Serie B1 con Falconara, nell'annata 2003-04 fa il suo esordio nella pallavolo professionista con la Daytona di Modena, in Serie A1, dove resta per due stagioni.
Nell'annata 2005-06 passa alla Reima Crema, in Serie A2, mentre la stagione successiva è alla Sparkling Milano, sempre in serie cadetta, con il quale vince la Coppa Italia di categoria e ottiene la promozione nel massimo campionato, che disputerà la stagione seguente con la stessa squadra. Dopo il fallimento della squadra milanese, nell'annata 2008-09 ritorna a Modena, prima di approdare, nella stagione successiva, alla Gabeca, dove resta per un biennio.
Nella stagione 2011-12 viene ingaggiato dalla Lube, club con il quale vince lo scudetto e la Supercoppa italiana. Nell'annata 2013-14 passa al Belogor'e, club della Superliga russa, dove resta per due stagioni e col quale vince due Supercoppe, una coppa nazionale e una Champions League. Per la stagione 2015-16 si trasferisce all'Halkbank, militante nella Voleybol 1. Ligi turca, aggiudicandosi la Supercoppa e lo scudetto.
Nell'annata 2016-17 veste inizialmente la maglia dell'Urmia, nella Super League iraniana; tuttavia a metà campionato ritorna in Italia, nuovamente in Superlega, e per la terza volta in carriera a Modena. Nella stagione 2017-18 si accasa al Padova dove rimane per il successivo triennio. Nell'annata 2020-21 passa a vestire la maglia della Sir Safety Perugia, sempre in Superlega, con cui conquista la Supercoppa italiana 2020 e la Coppa Italia 2021-22.
Dopo un biennio in Umbria, nell'annata 2022-23 è di scena nella Volley League greca, ingaggiato dall'Olympiakos, con cui si aggiudica una Challenge Cup, manifestazione di cui viene nominato miglior giocatore della finale, due scudetti, ottenendo il riconoscimento di miglior palleggiatore di entrambi i campionati, due coppe nazionali, una Coppa di Lega e una Supercoppa greca, eletto anche in questo caso miglior giocatore.
È nuovamente in Superlega nella stagione 2025-26 tra le fila della You Energy.

### Nazionale
L'11 novembre 2007 fa il suo esordio nella nazionale italiana durante l'All Star Game.
Nel 2011 ottiene il suo primo risultato di rilievo in maglia azzurra, conquistando la medaglia d'argento al campionato europeo, quindi negli anni seguenti vince la medaglia di bronzo al torneo olimpico di Londra 2012, nelle edizioni 2013 e 2014 della World League e alla Grand Champions Cup 2013; al campionato europeo 2013 bissa invece l'argento di due anni prima.

## Palmarès

### Club
- Campionato italiano: 1

2011-12
- Campionato turco: 1

2015-16
- Campionato greco: 2

2022-23, 2023-24
- Coppa di Russia: 1

2013
- Coppa Italia: 1

2021-22
- Coppa di Grecia: 2

2023-24, 2024-25
- Coppa Italia di Serie A2: 1

2006-07
- Supercoppa italiana: 2

2012, 2020
- Supercoppa russa: 2

2013, 2014
- Supercoppa turca: 1

2015
- Supercoppa greca: 1

2024
- Coppa di Lega: 1

2024-25
- CEV Champions League: 1

2013-14
- Challenge Cup: 1

2022-23

### Nazionale (competizioni minori)
- Memorial Hubert Wagner 2011

### Premi individuali
- 2011 - Campionato europeo: Miglior palleggiatore
- 2023 - Challenge Cup: MVP
- 2023 - Volley League: Miglior palleggiatore
- 2024 - Volley League: Miglior palleggiatore
- 2024 - Supercoppa greca: MVP